# Мелентьев, Павел Владимирович
Па́вел Влади́мирович Меле́нтьев (1905, Новгород — 1994, Санкт-Петербург) — советский математик, профессор.

## Биография
Родился в 1905 году в Новгороде в семье железнодорожного инженера и изобретателя Владимира Семёновича Мелентьева.
Окончил трудовую школу в городе Пушкине в 1921 году и поступил в Ленинградский институт инженеров путей сообщения, одновременно работая на Северо-Западных железных дорогах учеником телеграфиста.
В 1925—1926 годах одновременно с учёбой работал сотрудником «Новой вечерней газеты», сотрудничал с журналом «Мир приключений» (вёл раздел кроссвордов — «Переплетённые слова»).
В 1926—1927 годах работал на Мурманской железной дороге (на перестройке Кемского моста), на Турксибе.
В 1930 году окончил институт, стал преподавать в Ленинградской военно-морской академии, затем в Университете и других ленинградских вузах (читал специальные разделы математики). Занимался устным счётом.
В 1925 году написал статью об устных вычислениях для «Саратовских известий».
В 1929 году победил известного счётчика Романа Арраго в состязании в Ленинградском институте инженеров путей сообщения, о чём было сообщено в центральной прессе.
С 1931 года — доктор технических наук, работал старшим научным сотрудником Ленинградского института инженеров железнодорожного транспорта.
В 1939 году в ЛГУ защитил диссертация на соискание ученой степени кандидата физико-математических наук на тему «Несколько новых методов и приемов приближенных вычислений. Решение численных уравнений. Решение вековых уравнений. Численное интегрирование обыкновенных дифференциальных уравнений. Приближенное конформное преобразование Приближенное интегрирование. Гармонический анализ». 
17 августа 1941 года арестован без предъявления обвинения, этапирован из Ленинграда через Ладожское озеро на барже для заключённых. Находился в Томской тюрьме, затем в Сиблаге.
В 1942 году направлен в строительный отдел Новосибирского областного Управления лагерей. Работал по составлению графических таблиц функций двух переменных и комплексного переменного при содействии инженера Тарнопольского.
В 1943 году за недоказанностью обвинения в антисоветских высказываниях освобождён из-под стражи, работал старшим инженером строительного отдела в Марийске Кемеровской области; профессором кафедры сопротивления материалов Томского политехнического института, в Новосибирском институте военных инженеров, заместителем директора и профессором Алтайского машиностроительного института в Барнауле.
В 1952—1956 годах профессор, заведующий кафедрой высшей математики и сопротивления материалов в Сталинградском сельскохозяйственном институте
В 1956 году реабилитирован, возвратился в Ленинград, преподавал в Ленинградском институте инженеров железнодорожного транспорта.
С 1957 года — заведующий кафедрой сопротивления материалов Ленинградского текстильного института имени С. М. Кирова. Совместно с заведующим кафедрой технологии химических волокон Ленинградского текстильного института имени С. М. Кирова профессором А. И. Меосом проводили исследования в области физико-механики полимеров и волокон. Стал основоположником нового направления науки — сопротивления полимерных материалов и пластмасс. Разработав основные вопросы теории, Павел Владимирович дал практические рекомендации по их применению. На кафедре сопротивления материалов под его руководством был разработан комплекс аппаратуры для изучения механических свойств блочных полимеров, пленок, нитей и волокон в широком диапазоне температур и эксплуатационных нагрузок.
Им была создана научная школа по изучению механических свойств полимерных материалов и лаборатория механики ориентированных полимеров
Помимо преподавательской деятельности успешно вёл научную работу. Автор 238 научных трудов и 53 изобретений.
В сотрудничестве с НИИ имени Вредена в Ленинграде им исследованы механические свойства сухожилий человека для их консервации и последующего использования при операциях.
Был членом Методического Совета Министерства высшего и среднего специального образования СССР, учёных советов по защитам докторских и кандидатских диссертаций, действительным членом Географического общества СССР
Автор ряда воспоминаний, стихов.

## Публикации
- Быстрые и устные вычисления. — М.: «Гостехиздат», 1930.
- Два отрывка из воспоминаний // Уроки гнева и любви : Сборник воспоминаний о годах репрессий (1918 год — 80-е годы) / сост. Т. В. Тигонен. — СПб., 1994. — Вып. 7. — С. 171—177.
- Несколько новых методов и приёмов приближенных вычислений / П. В. Мелентьев. — Л.; М. : ОНТИ НКТП СССР. Гл. ред. технико-теорет. лит., 1937. — 148 с., 10 л. табл.
- Два года : историко-биографическое эссе / П. В. Мелентьев ; СПГУТД. Кафедра сопротивления материалов. — СПб. : СПГУТД, 2009. — 182 с
- Приближенные вычисления. — М.: Госиздательство физматлитературы, 1962. — 388 с. : 24 рис. — (Физико-математическая библиотека инженера).
- Механические испытания полимерных материалов / Мелентьев П. В. и др.  // Пластические массы. — 1961. — № 12. — С. 39—51.
- Механические испытания полимерных материалов // Ленинградская промышленность. — 1961. — № 11.
- Некоторые результаты исследования свойств окрашенных и наполненных полиамидов / Мелентьев П. В. Одинокова O. A. // Строительная механика и строительные конструкции: Труды института. — Хабаровск, 1971. — Вып. 25. — С. 189—196.
- Переключаемый реверсор для испытаний на растяжение — сжатие / Одинокова O. A. Мелентьев П. В. // Заводская лаборатория. — 1972. — Т. 38. — № 5. — С. 109—110.